# Céline Yandza
Céline Yandza là một chính trị gia Cộng hòa Congo. Bà trở thành chủ tịch sáng lập của Hội Phụ nữ Cách mạng Congo (URFC). Năm 1968, bà được đưa vào Hội đồng Cách mạng Quốc gia.
Yandza đã bị loại khỏi CNR khi nó được cải tổ vào ngày 31 tháng 12 năm 1968. Vào ngày 15 tháng 11 năm 1969, bà được Joséphine Bouanga thay thế làm chủ tịch URFC tại đại hội URFC bất thường thứ hai.